# Župnija Sv. Vid pri Planini
Župnija Sveti Vid na Planini je rimskokatoliška teritorialna župnija Dekanije Kozje - Rogatec - Šmarje pri Jelšah Škofije Celje.

## Zgodovina
Do 7. aprila 2006, ko je bila ustanovljena škofija Celje, je bila župnija del kozjanskega naddekanata škofije Maribor.